# The History and Mystery of the Planet Gong (Gong)
 The History and Mystery of the Planet Gong  is het dertiende album van de Brits / Franse spacerockband Gong.
The History and Mystery of the Planet Gong is een verzamelalbum met opnames uit de gehele geschiedenis van Gong.

## Nummers
1. "Concert Intro"
2. "Captain Shaw & Mr. Gilbert"
3. "Love Makes Sweet Music"
4. "Riot 1968"
5. "Dreaming It"
6. "I Feel So Lazy"
7. "And I Tried So Hard"
8. "Radio Gnome Pre-mix"
9. "Pot Head Pixies"
10. "Magick Brother"
11. "Line Up"
12. "Clarence in Wonderland"
13. "Where Have All the Hours Gone"
14. "Gong Poem"
15. "Deya Goddess"
16. "Opium for the People"
17. "Red Alert"
18. "13/8"
19. "Gliss U-Well"
20. "Future"
21. "The Dream"
22. "Chernobyl Rain"
23. "Let Me Be One Heavy Tune"